# 竜美台
竜美台（たつみだい）は、愛知県岡崎市の町丁である。現行行政地名は竜美台一丁目及び竜美台二丁目。

## 地理
岡崎市のやや南に位置する。主に住宅地を形成している。小字は置かれていない。

## 世帯数と人口
2019年（令和元年）5月1日現在の世帯数と人口は以下の通りである。
| 丁目         | 世帯数  | 人口  |
| ------------ | ------- | ----- |
| 竜美台一丁目 | 178世帯 | 479人 |
| 竜美台二丁目 | 198世帯 | 483人 |
| 計           | 376世帯 | 962人 |

### 人口の変遷
国勢調査による人口の推移
| 1995年（平成7年）  | 868人 | [ 6 ]  |  |
| 2000年（平成12年） | 880人 | [ 7 ]  |  |
| 2005年（平成17年） | 860人 | [ 8 ]  |  |
| 2010年（平成22年） | 895人 | [ 9 ]  |  |
| 2015年（平成27年） | 940人 | [ 10 ] |  |

## 小・中学校の学区
市立小・中学校に通う場合、学区は以下の通りとなる。
| 丁目         | 番・番地等 | 小学校               | 中学校             |
| ------------ | ---------- | -------------------- | ------------------ |
| 竜美台一丁目 | 全域       | 岡崎市立竜美丘小学校 | 岡崎市立竜海中学校 |
| 竜美台二丁目 | 全域       | 岡崎市立竜美丘小学校 | 岡崎市立竜海中学校 |

## 歴史
額田郡明大寺村の一部を前身とする。合併や編入により、1916年には岡崎市明大寺町の一部となったが、1965年から始まる宅地開発以前は山林だった。
- 1965年 - 岡崎城（別名龍城）の巽（南東）の方角にある丘陵地帯であったことにちなみ、一帯が竜美ヶ丘と命名され、竜美ヶ丘土地区画整理組合が設立された。以後、域内の約8割が山林だった一帯が整備され、道路、公園、宅地などが設置、開発された[12]。

- 1988年（昭和63年）5月21日 - 大西町及び明大寺町の一部が独立し竜美台1丁目に、大西町の一部が独立し竜美台2丁目にそれぞれなった[13]。大西町字棚田の地名が棚田公園に残る。1989年、竜美ヶ丘土地区画整理組合解散[1]。

### 史跡
- 神殿第6号墳
- 神殿第7号墳
- 神殿第8号墳

## 施設

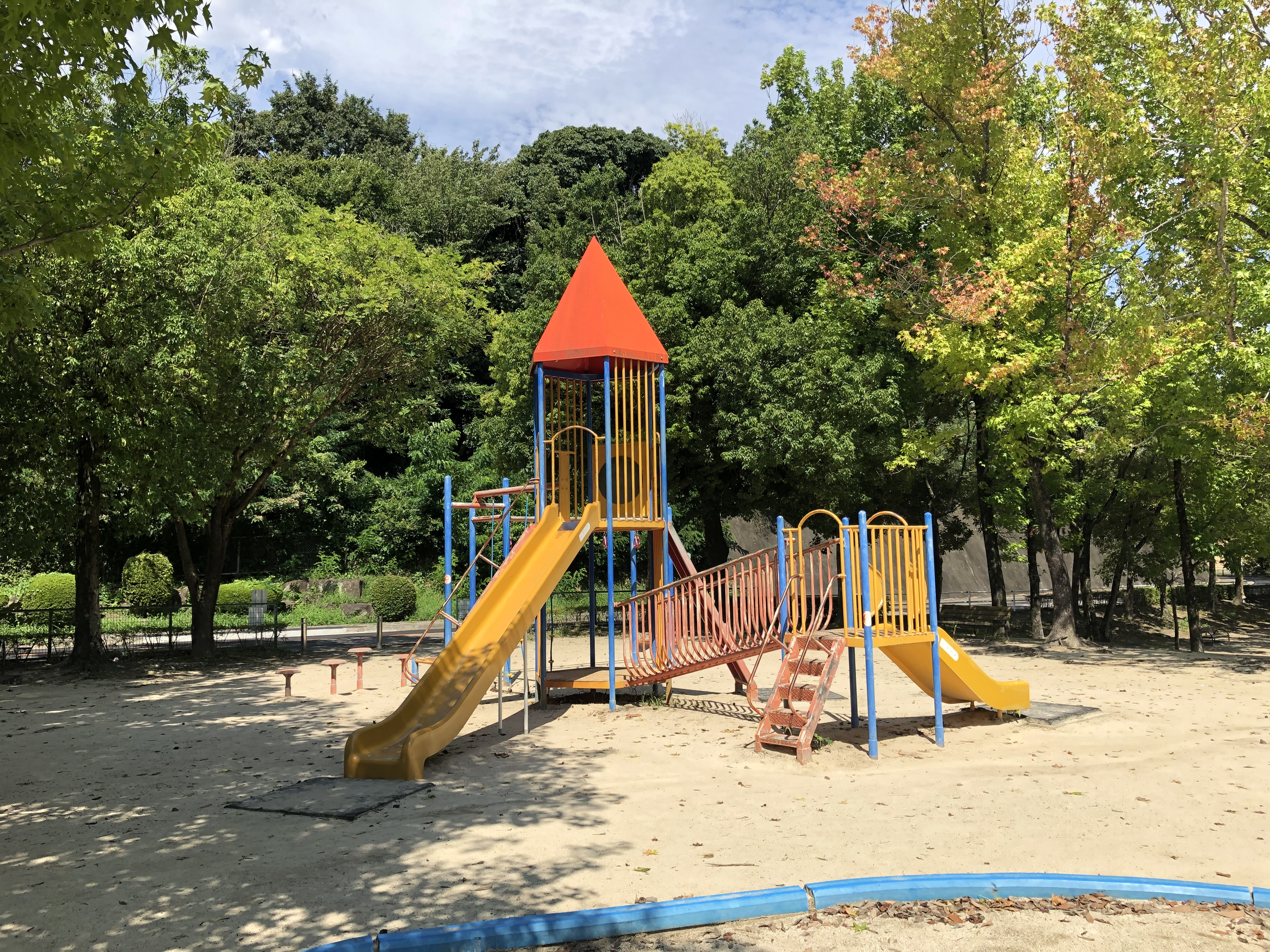
棚田公園

1丁目
- 岡崎市立竜美丘小学校
- 竜美丘学区市民ホーム
- 竜美ケ丘高根山公民館
- 大西浄水場
- 第8号高根山緑地
- 棚田公園
- フタバ産業竜美ヶ丘研修センター
- 四谷大塚NET岡崎校

2丁目
- 碧海信用金庫 竜美丘支店
- ファミリーマート 岡崎竜美台二丁目店

## 交通
道路
- 愛知県道26号岡崎環状線
  - 竜東メーン道路
- 都市計画道路岡崎環状線
  - 竜美丘ポプラ通り
- 竜美丘5号線
  - 会議所通り[14]

バス
- 名鉄バス岡崎南線

## その他

### 日本郵便
- 郵便番号 : 444-0873[4]（集配局：岡崎郵便局[15]）。

## 参考資料
- 「角川日本地名大辞典」編纂委員会 編『角川日本地名大辞典 23 愛知県』角川書店、1989年3月8日。ISBN 4-04-001230-5。
- 有限会社平凡社地方資料センター 編『日本歴史地名体系第23巻 愛知県の地名』平凡社、1981年。ISBN 4-582-49023-9。